# Célestin Takala
 (juin 2020).
Pour les articles homonymes, voir Takala.
Célestin Takala est un militant camerounais de l'Union des populations du Cameroun (UPC).

## Biographie

### Carrière
Il est syndicaliste et ancien de la CGT,. Financier de l'UPC, il fait partie du groupe de nationalistes qui est jugé pour rebellion. Avec Matthieu Njassep, sa condamnation à mort est commuée en détention à vie[réf. nécessaire]. 